# Kiawah Island

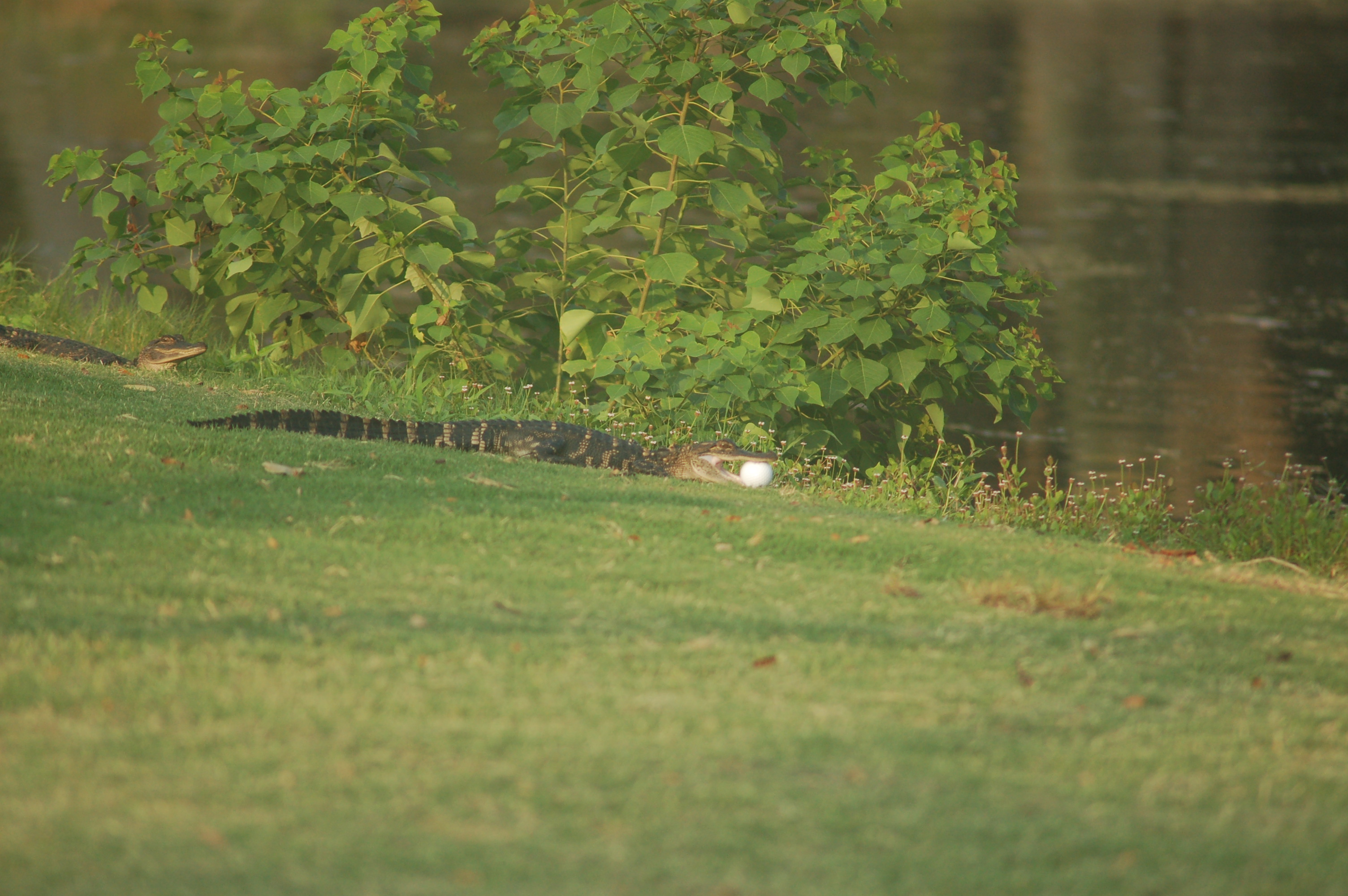
Een alligator met een golfbal in zijn bek op de golfbaan

Kiawah Island is een plaats (town) in de Amerikaanse staat South Carolina, en valt bestuurlijk gezien onder Charleston County.

## Geschiedenis
Kiawah is vernoemd naar de Indiaanse Kiawahs die sinds het begin van de 17de eeuw op het eiland woonden. Door de komst van de blanken kwamen ook allerlei ziektes naar het eiland. De Indianen die niet als slaaf het eiland verlieten, stierven al gauw uit aan de mazelen of pokken. Het eiland was sinds 1699 van George Raynor, mogelijk een piraat. In 1719 werd het eiland gekocht door John Stanyarne. Een halve eeuw later kwam Kiawah in handen van de familie Vanderhorst.
Arnoldus Vanderhorst, generaal tijdens de Amerikaanse Onafhankelijkheidsoorlog, bouwde in 1802 een huis aan de oostkant van het eiland terwijl James Schoolbred, de eerste Britse consul in South Carolina, in die periode de westkant kocht. De families Vanderhort en Schoolbred verlieten het eiland tijdens de Amerikaanse Burgeroorlog maar bleven eigenaar van het eiland tot het einde van de 19de eeuw.
Tijdens de oorlogen werd het eiland door militairen gebruikt om hun gewonden te behandelen en rust voor herstel te geven. Tijdens de Oorlog van 1812 werd het eiland gebruikt als militaire basis om Charleston te beschermen.

## Geografie
Kiawah Island ligt aan de Atlantische Oceaan en is onderdeel van de Sea Islands, een reeks eilanden in het zuidoosten van het land aan de Atlantische Oceaan.
Volgens het United States Census Bureau beslaat de plaats een oppervlakte van
35,1 km², waarvan 28,9 km² land en 6,2 km² water. Kiawah ligt op ongeveer 4 m boven zeeniveau.

## Demografie
Bij de volkstelling in 2000 werd het aantal inwoners vastgesteld op 1163. In 2006 is het aantal inwoners door het United States Census Bureau geschat op 1108, een daling van 55 (-4,7%).

## Kiawah Island Golf Resort
In 1951 werd het eiland door de familie Vanderhorst verkocht aan C C Royal voor US$ 125.000, en 23 jaar later verkocht hij voor US$ 18.200.000 aan de ontwikkelaar van de resort. In 1993 werd een deel doorverkocht. Het Sanctuary Hotel opende in 2004. Bij het hotel zijn tennisbanen.
De golfbaan ligt op de oostkant van het eiland en werd Ocean course genoemd. Hij werd in 1991 door Pete Dye ontworpen met het doel om op een Schotse links baan te lijken. Tien holes lopen langs de kust en acht holes lopen daarlangs terug naar het clubhuis. Pete Dyes eerste ontwerp was een baan achter de duinen langs (zoals bijvoorbeeld in Domburg), maar zijn echtgenote Alice stelde voor de baan op te hogen zodat de spelers meer van het uitzicht zouden kunnen genieten. Aldus geschiedde. Er is bijna altijd veel wind.
Toernooien
- 1991: Ryder Cup, met de laatste putt wonnen de Amerikanen.
- 1997: World Cup, gewonnen door de Ieren Pádraig Harrington en Paul McGinley.
- 2001: UBS Cup, gewonnen door de Amerikanen onder leiding van Arnold Palmer.
- 2007: Senior PGA Kampioenschap, gewonnen door Denis Watson
- 2012: PGA Championship. Dit is de vierde baan waar beide Majors gespeeld zijn.

De Readers Digest deelt 1-5 sterren uit aan golfbanen. Kiawah is een van de 17 banen met vijf sterren.

## Plaatsen in de nabije omgeving
De onderstaande figuur toont nabijgelegen plaatsen in een straal van 20 km rond Kiawah Island.